# Corsia cornuta
Corsia cornuta ist eine blattgrünlose Pflanzenart aus der Familie der Corsiaceae.

## Merkmale
Wie alle Arten der Gattung hat auch Corsia cornuta die Photosynthese aufgegeben und bildet dementsprechend kein Chlorophyll mehr. Stattdessen lebt sie myko-heterotroph von einem Mykorrhizapilz, der in Symbiose mit einer weiteren Pflanze lebt.
Corsia cornuta ist eine ausdauernde Pflanze, die nur zur Blütezeit oberirdisch wächst. Aus dem kurzen, kriechenden Rhizom sprießen dann bis zu 15 Zentimeter lange, zylindrische und fein geriffelte, unverzweigt und aufrecht wachsende Stängel. Das 8 bis 12 Millimeter lange, länglich-runde bis eiförmige und spitz zulaufende Blattwerk ist auf scheidige, fünfnervige Schuppenblätter reduziert; die Tragblätter sind von gleicher Gestalt. 
Die aufrechten Einzelblüten sind endständig und stehen an Blütenstielen, die 20 bis 25 Millimeter lang sind. Von den sechs Blütenblättern (je drei Tepalen in zwei Blütenblattkreisen) sind fünf schräg eiförmig, bis zu 4,5 Millimeter lang und 2,5 Millimeter breit, einnervig, unbehaart und sichelförmig bis geschwänzt an der Spitze. Das oberste sechste, das sogenannte Labellum, ist dunkelrot und mit 15 Millimeter Länge stark vergrößert. Es umschließt anfangs die Blütenknospe und überdeckt nach ihrer Öffnung schützend die anderen Blütenorgane. Am Ansatz ist das Labellum über einen länglichen, schwach gerundeten und gehörnten Steg aus Kallusgewebe am Gynostemium verwachsen („genagelt“), es wird von einer Mittelrippe und auf jeder Seite von 5 oder 6 verzweigten Parallelnerven durchzogen. 
Das Gynostemium ist 0,5 Millimeter lang, der freie Anteil der Staubblätter erreicht 1 Millimeter Länge, die Staubbeutel sind ebenfalls 1 Millimeter lang, der Griffel rund 2 Millimeter. Der Fruchtknoten ist 7 bis 10 Millimeter lang.

## Verbreitungsgebiet
Corsia cornuta ist im westlichen Teil Neuguineas in Höhenlagen von 2590 Metern auf humosen Böden beheimatet.

## Systematik
Corsia cornuta wurde 1972 von Pieter van Royen erstbeschrieben, gehört zur Sektion Unguiculatis und ist nächstverwandt mit Corsia unguiculata. Gemeinsames Merkmal ist der hornförmige Fortsatz am Kallussteg.